# Trichosporon faecale
Trichosporon faecale är en svampart som först beskrevs av Bat. & J.S. Silveira, och fick sitt nu gällande namn av E. Guého & M.T. Sm. 1992. Trichosporon faecale ingår i släktet Trichosporon och familjen Trichosporonaceae.   Inga underarter finns listade i Catalogue of Life.